# Életmódorvoslás
Életmódorvoslás egy orvosi szakterület.
A Magyar Életmód Orvostani Társaság 2018-ban az alábbiak szerint határozta meg az életmódorvoslás fogalmát:
Az életmódorvoslás az életmódorvostan gyakorlati megvalósítása. Az életmódorvostan gyakorlati megvalósítását minden esetben orvos felügyeli és orvos irányítása mellett történik. 
Ha magát az életmódbeli kezelési tényezőket tekintjük, észrevehetjük, hogy alkalmazásuk évtizedekre nyúlik vissza. A táplálkozás, mozgás, a mentális gyógyulás minden történelmi gyógyító iskola eszköztárában megtalálható, legyen az görög, indiai vagy éppen kínai.  
Az életmódorvoslás összetevői:
- táplálkozás
- mozgás
- stresszkezelés
- ártalomcsökkentés
- alvás
- egészséges kapcsolatok

Az életmódorvoslás folyamata:
Szakorvosi konzultáció: állapotfelméréssel indul, ahol feltérképezik a kórtörténeted, jelen egészségi állapotodat, jelen és múltbeli életmódodat, családi örökölt betegséghajlamaidat. Az állapotfelmérés alapján az orvos összeállítja az egyéni életmód orvosi kezelési tervet, melynek része lehet táplálkozásterápia, mozgásterápia és mentális egészséghez kapcsolódó szolgáltatás.
Táplálkozásterápia: állapotfelmérés után szakképzett dietetikus ellát rengeteg, azonnal hasznosítható, gyakorlatias, étkezéssel kapcsolatos információval, amik segítenek az alapanyagok megismerésében, és helyes választásában, az ételek elkészítésében.
Mozgásterápia: fittségi állapotfelméréssel kezdődik, melyet egyénre szabott mozgásterv követ. Ideális esetben a hatékonyságot növelő és biztonságot jelentő pulzuskontrollal végzett személyi edzés zajlik, mely szükség szerint kiegészíthető vércukor-, és vérnyomás méréssel is.
Pszichológia: a sikeres életmódváltáshoz sok esetben a mentális oldal támogatása is kulcsfontosságú, legyen szó akár a stressz evés, érzelmi evés, vagy a feszült helyzetek megfelelő feloldásáról.
Folyamatos nyomon követés: szükség szerint a terápia módosítása az életmódorvos irányításával, a dietetikus, mozgásterapeuta, pszichológus tevékenységének összehangolásával.
A cél pedig a gyógyulás, életminőség javulás, melynek hatására hosszabb, tartalmasabb életet élhetsz, a szeretteiddel több minőségi időt eltölthetsz.